# Asplenium ruta muraria
Asplenium ruta là một loài dương xỉ trong họ Aspleniaceae. Loài này được Pappe & Rawson mô tả khoa học đầu tiên năm 1858.
Danh pháp khoa học của loài này chưa được làm sáng tỏ. 

## Hình ảnh

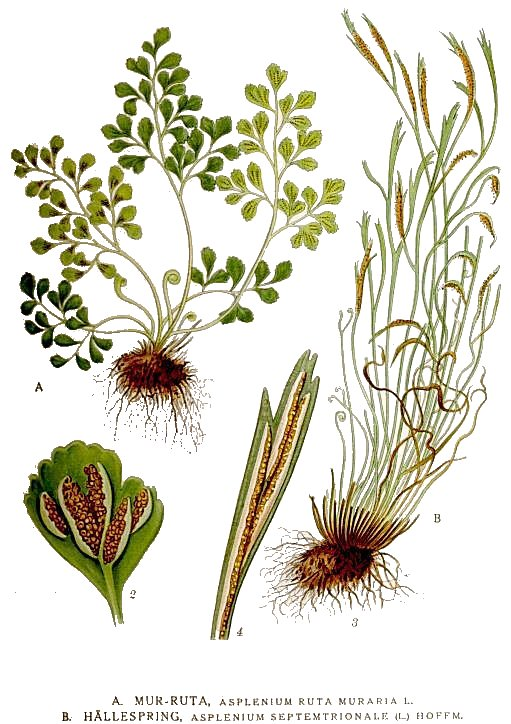
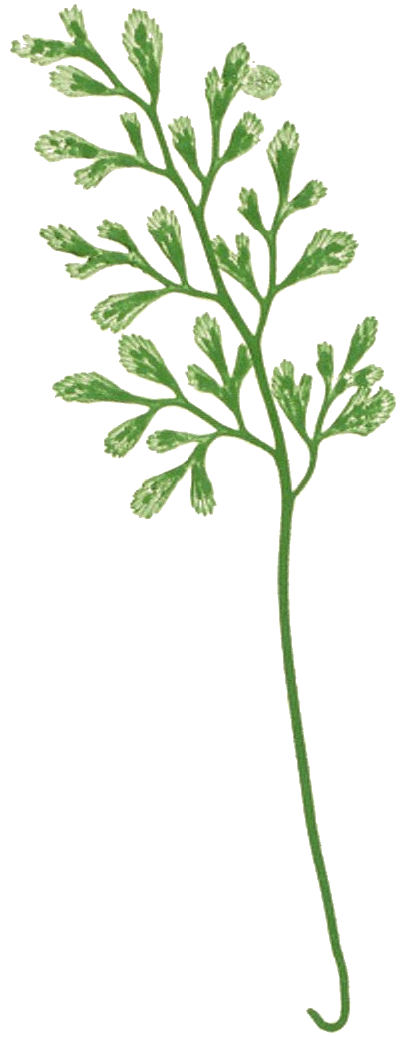
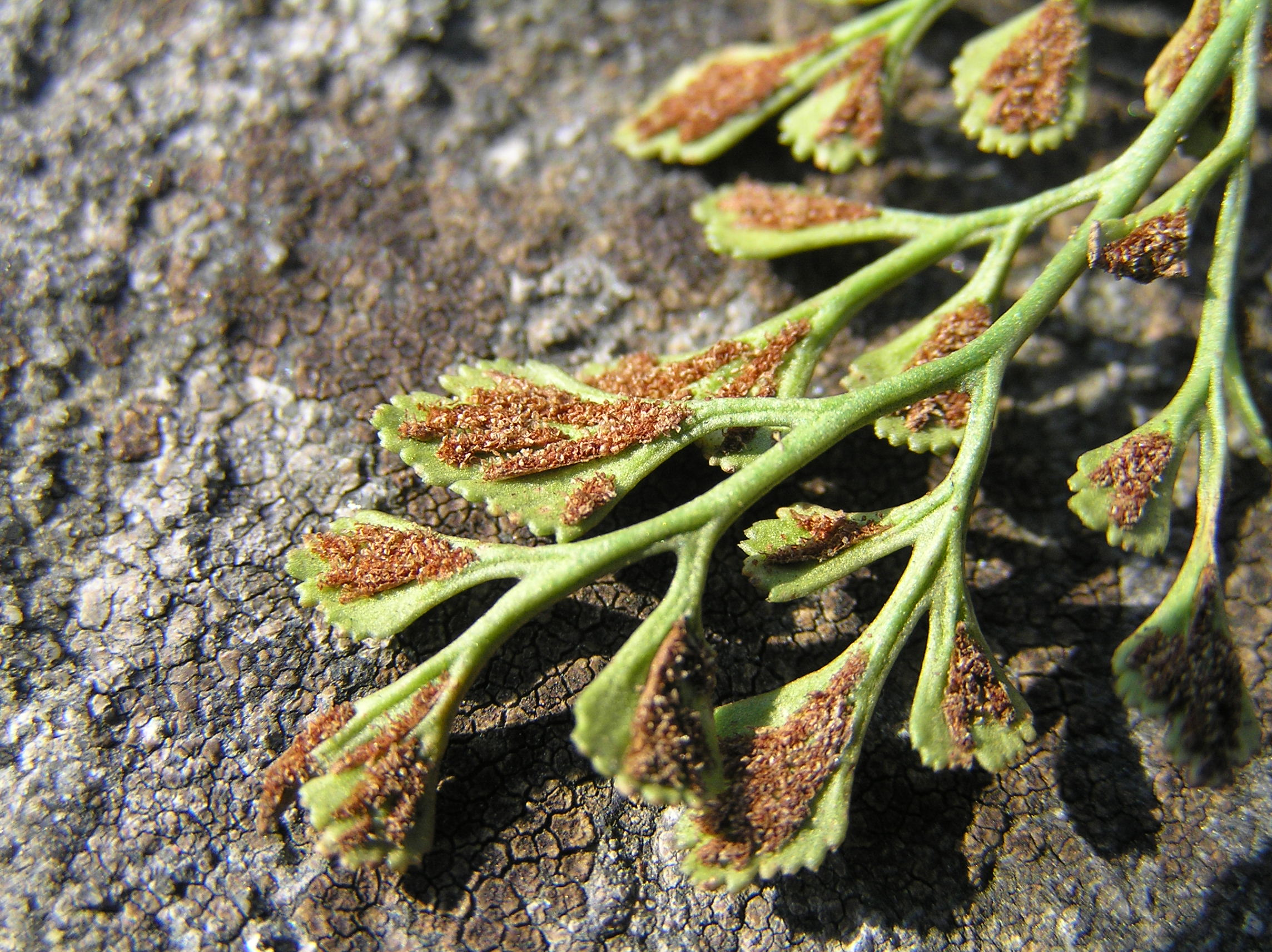